# メイバック・ミュージック・グループ
メイバック・ミュージック・グループ（英語：Maybach Music Group、MMG）とは、アメリカ合衆国フロリダ州マイアミに拠点を置く、ヒップホップ系レーベルの名称である。2009年に、ラッパーのリック・ロスが創設した。ワーナー・ミュージック傘下であり、現在はワーレイなどの人気ラッパーが所属している。

## 主な契約アーティスト
- オマリオン
- ガンプレイ
- スターリー
- ティードラ・モセーズ
- トリプル・シーズ
- フレンチ・モンタナ
- マッスパイク・マイルズ
- ミーク・ミル
- リック・ロス
- ロッキー・フレッシュ
- ワーレイ